# Alice Grófová
Alice Grófová (Vajnory, 2 april 1952) is een voormalig professioneel tafeltennisster die uitkwam voor Tsjecho-Slowakije.

## Belangrijkste resultaten
- WK
  -  Zilver in het enkelspel in 1973.
  -  Brons in het gemengd dubbelspel in 1973 met Josef Dvořáček.
- EK
  -  Zilver met het team in 1970.
  -  Zilver in het vrouwen dubbelspel in 1974 met Maria Alexandru.
  -  Zilver in het gemengd dubbelspel in 1974 met Milan Orlowski.
  -  Zilver in het vrouwen dubbelspel in 1976 met Jana Dubinová.
  -  Brons met het team in 1974.
- Top-12
  -  Brons in 1971.